# Beinerstadt
Beinerstadt est une commune allemande de l'arrondissement de Hildburghausen, Land de Thuringe.

## Géographie
|          | Themar         |                |
| Grabfeld | Beinerstadt    | Grimmelshausen |
|          | Sankt Bernhard | Reurieth       |

## Histoire
Beinerstadt est mentionné pour la première fois en 796 sous le nom de Perinheressteti.
Beinerstadt est la scène d'une chasse aux sorcières en 1690. Barbara Arnet, la "Schulbarba", subit un procès.

## Source, notes et références
- (de) Cet article est partiellement ou en totalité issu de l’article de Wikipédia en allemand intitulé « Beinerstadt » (voir la liste des auteurs).